# 혈관신생
혈관신생(血管新生, 영어: angiogenesis)은 기존의 혈관에서 새로운 혈관이 형성되는 생리학적 과정으로, 혈관 형성의 초기 단계에서 형성된다. 혈관신생은 주로 돋아나고 갈라지는 과정에 의해 맥관구조의 성장을 지속하지만 유착성 혈관신생, 혈관 신장 및 혈관 결합과 같은 과정도 역할을 한다. 혈관형성은 중배엽 세포 전구체 및 신생혈관형성으로부터 내피 세포의 배아 형성이지만, 논의가 항상 정확하지는 않다. 발달중인 배아의 첫 번째 혈관은 혈관 형성을 통해 형성되며, 그 후 혈관 형성은 발생 중 및 질병에서 전부는 아니지만 대부분의 혈관 성장을 담당한다.
혈관 신생은 성장과 발달, 상처 치유 및 육아 조직 형성에서 정상적이고 중요한 과정이다. 그러나 종양이 양성 상태에서 악성 상태로 전환되는 근본적인 단계이기도 하여 암 치료에 혈관신생 억제제를 사용하게 된다. 종양 성장에서 혈관신생의 필수적인 역할은 종양을 "뜨겁고 피가 섞인" 것으로 묘사한 1971년에 처음으로 제안되었다. 적어도 많은 종양 유형에서 홍조 관류 및 심지어 충혈이 특징적임을 설명한다.
혈관신생의 기계적 자극은 잘 규명되지 않았다. 혈관신생을 유발하기 위해 모세혈관에 작용하는 전단 응력과 관련하여 상당한 논란이 있지만, 현재의 지식은 증가된 근육 수축이 혈관신생을 증가시킬 수 있음을 시사한다. 이는 운동 중 산화질소 생성이 증가하기 때문일 수 있다. 산화질소는 혈관을 확장시킨다. 혈관신생의 화학적 자극은 VEGF, FGF 등의 여러 성장 인자를 포함하는 인테그린 및 프로스타글란딘과 같은 다양한 혈관신생 단백질에 의해 수행된다.

## 같이 보기
- 유산소 운동